# جوزف هوارد نایجل پوت
جوزف هوارد نایجل پوت (انگلیسی: Nigel Poett; ۲۰ اوت ۱۹۰۷ – ۲۹ اکتبر ۱۹۹۱) فرد نظامی اهل بریتانیا بود. وی همچنین برندهٔ جوایزی همچون نشان حمام شده‌است.